# ليخ مايوفسكي
ليخ مايوفسكي (بالبولندية: Lech Majewski) (و. 1953 – م) هو مخرج سينمائي، ومصور، ومونتير، وكاتب سيناريو، ورسام، وكاتب من بولندا. ولد في كاتوفيتسه.

## وصلات خارجية
- ليخ مايوفسكي على موقع IMDb (الإنجليزية)
- ليخ مايوفسكي على موقع ألو سيني (الفرنسية)
- ليخ مايوفسكي على موقع ألو سيني (الفرنسية)
- ليخ مايوفسكي على موقع أول موفي (الإنجليزية)
- ليخ مايوفسكي على موقع أول موفي (الإنجليزية)
- ليخ مايوفسكي على موقع قاعدة بيانات الأفلام السويدية (السويدية)
- ليخ مايوفسكي على موقع قاعدة بيانات الفيلم (الإنجليزية)
- ليخ مايوفسكي على موقع كينوبويسك (الروسية)
- ليخ مايوفسكي على موقع كينوبويسك (الروسية)